# Et tempel i Bangkok
Et tempel i Bangkok er en dansk dokumentarfilm fra 1954, der er instrueret af Hakon Mielche.

## Handling
Denne artikel mangler et handlingsreferat. Hjælp os med at skrive det.